# چن لیلی
چن لیلی (به انگلیسی: Chen Lili) (زاده ۱۹۸۰) مدل چینی است.
او یک زن ترنس است.
او در سال ۲۰۰۴ میلادی اولین زن ترنسی بود که در مسابقه دوشیزه جهان پذیرفته شد."